# В5
Паровоз В5-01 — пассажирский экспериментальный паровоз с котлом повышенного давления. Служил стендом для испытаний экспериментального парового двигателя для военных нужд и в нормальную эксплуатацию не поступал.

## Описание
В 1935 году на Коломенском заводе началось проектирование опытной паросиловой установки высокого давления. 14 марта 1936 года Автобронетанковое управление (АБТУ) РККА заключило с заводом договор на изготовление опытного образца данной установки мощностью 600 л. с. По документам такая установка проходила как ПВ и предназначалась для установки на проектируемые скоростной мотоброневагон МВБ № 01 и тяжёлый танк Т-35. К концу того же года рабочие чертежи установки были завершены. Для испытаний было решено построить паровоз, на котором эта установка являлась бы двигателем. Постройка этого паровоза, который получил обозначение В5, началась в марте 1937 года и была завершена в том же году 12 декабря. После этого начались испытания локомотива.
Авторами проекта являлись инженеры Б. С. Поздняков и А. А. Чирков. Сама установка ПВ состояла из вертикального парового котла системы Л. М. Рамзина и двух паровых машин мощностью по 250 л. с. Экипажная часть состояла из двух тележек: движущей (передняя) и поддерживающей (задняя). Движущие колёсные пары приводились от паровых машин через зубчатую передачу.
Изначально планировалось, что уже в 1938 году будет изготовлена паросиловая установка ПВ для броневагона МБВ № 01. Но вместо этого Коломенский завод весь год проводил лишь испытания и наладку установки. Только в начале 1939 года, когда пробег паровоза достиг 5000 километров, испытания были завершены. 10 мая того же года было издано распоряжение АБТУ РККА № 205966 о передаче на Коломенский завод броневагона МБВ № 01 с целью оборудования его установкой ПВ, в результате чего в июне броневагон прибыл на завод. Однако из-за загрузки завода, вплоть до Великой Отечественной войны паросиловая установка для броневагона не была завершена.